# رایان دراموند
رایان دراموند (به انگلیسی: Ryan Drummond) زاده ۱۰ ژانویه ۱۹۷۳ بازیگر و صداپیشهٔ آمریکایی هست و از فعالیت‌های او می‌توان به صداپیشگی سونیک خارپشت در بازی سونیک ادونچر ۱و ۲، سونیک هیروز و فیلم جلو انداز اشاره کرد.